# To the Sax Paradise...
To the Sax Paradise... Lucky Thompson and his orchestra featuring Guy Lafitte – album muzyczny amerykańskiego saksofonisty Lucky’ego Thompsona złożony z nagrań dokonanych przez niego w Paryżu w 1956. 

## Historia
5 kwietnia zarejestrowano utwory: "Passin' Time", "To A Mornin' Sunrise", "Nothin' But The Soul" i "Why Weep ?" (występujące na płycie jako nr 1, 4–6). Na sesji 20 kwietnia nagrano trzy pozostałe kompozycje (na płycie odpowiednio jako nr 2, 3 i 7). Thompsonowi towarzyszyli muzycy, z którymi nagrywał większość swoich francuskich płyt (np. pianista Martial Solal czy basista Benoit Quersin). W trzech nagraniach brał również udział saksofonista tenorowy Guy Lafitte. 
Wszystkie utwory są kompozycjami Lucky'ego Thompsona. Monofoniczny 10" LP został wydany przez francuską wytwórnię Columbia (FP 1083) w 1956. Pełny tytuł płyty wydrukowany jest na tylnej stronie okładki: "To the Sax Paradise... Lucky Thompson and his orchestra featuring Guy Lafitte".
Nagrania z tego wydawnictwa stanowią część kompilacyjnego albumu Lucky’ego Thompsona Recorded in Paris 1956 Volume One, wydanego w 1985 przez Swing/DRG (SW 8404) oraz część jego CD Americans Swinging in Paris – Nothing But the Soul, wydanego w 2002 przez EMI (EMI 7243 539651 2).

## Muzycy
- Lucky Thompson – saksofon tenorowy
- Guy Lafitte – saksofon tenorowy (1, 5, 6)
- Martial Solal – fortepian
- Benoit Quersin – kontrabas
- Roger Paraboschi – perkusja (1, 4 - 6)
- Christian Garros – perkusja (2, 3, 7)

## Lista utworów
Strona A
| 1. | "Passin' Time"         |  |
|    |                        |  |
| 2. | "You Move, You Lose"   |  |
|    |                        |  |
| 3. | "Velvet Rain"          |  |
|    |                        |  |
| 4. | "To A Mornin' Sunrise" |  |
|    |                        |  |
Strona B
| 5. | "Nothin' But The Soul" |  |
|    |                        |  |
| 6. | "Why Weep ?"           |  |
|    |                        |  |
| 7. | "One Last Goodbye"     |  |
|    |                        |  |

## Informacje uzupełniające
- Zdjęcie na okładce – Jean-Pierre Leloir
- Płyta wydana w cyklu Jazz Stars Series